# Deutscher Hip-Hop
Deutscher Hip-Hop – auch Deutschrap genannt – ist Rapmusik in deutscher Sprache.
Aktiv waren deutsche Rapper seit Mitte der 1980er-Jahre, als der damals politische und musikalisch raue Hip-Hop als Untergrundbewegung aus den Vereinigten Staaten nach Deutschland schwappte. Ab Mitte der 1990er-Jahre begann Deutschrap vereinzelt bis in den Mainstream vorzudringen und es etablierten sich lokale Szenen in mehreren deutschen Großstädten. Seit der Jahrtausendwende entwickelten sich insbesondere deutscher Gangsta- und Battle-Rap zu großer Beliebtheit, was nicht zuletzt an der steigenden Anzahl öffentlich ausgestrahlter Rap-Battle-Turniere lag. Spätestens seit Ende der 2010er-Jahre ist deutscher Hip-Hop fester Bestandteil der Charts in Deutschland; Vertreter des Genres belegen regelmäßig Top-Platzierungen.
Zu den erfolgreichsten deutschsprachigen Rappern (gemessen an der Anzahl verkaufter Alben) gehören Die Fantastischen Vier, Bushido und Sido, sowie (gemessen an der Anzahl verkaufter Singles) Bonez MC, RAF Camora und Capital Bra.

## Abgrenzung
Hip-Hop ist streng genommen ein Überbegriff einer Kultur, die in den USA entstand. Hip-Hop besteht aus folgenden vier Elementen: Djing, B-Boying, Graffiti, Rap. Während Hip-Hop in Deutschland weiterhin eine Untergrund-Szene darstellt, ist deutscher Rap zum Mainstream geworden. Dieser Artikel beschäftigt sich mit deutschem Rap.

## Geschichte

### Anfänge, 1980er Jahre
Durch die Kommerzialisierung des Rap in den Vereinigten Staaten gelangten Rap und Hip-Hop Anfang der 1980er-Jahre auch nach Deutschland und verbreiteten sich durch Schallplatten, Filme und vor allem durch die in Deutschland stationierten amerikanischen Soldaten. Durch Spielfilme wie Wild Style und den von Harry Belafonte produzierten Beat Street sowie durch Dokumentarfilme wie Style Wars wurden immer mehr Jugendliche zum Breaken, Sprayen oder Rappen animiert. So entstand Anfang der 1980er-Jahre in Deutschland eine erste zunächst englischsprachige Hip-Hop-Welle. Dass neben den in Deutschland stationierten amerikanischen Soldaten auch die bereits genannten Filme einen großen Einfluss auf die Bildung einer deutschen Hip-Hop-Szene hatten, zeigte sich vor allem anhand von späteren Musikveröffentlichungen ab 1990. Hier werden die drei Filme immer wieder in den Liedtexten unterschiedlicher deutschsprachiger Interpreten namentlich genannt, als auch deren Bedeutung für die Entstehung eines Interesses am Hip Hop hervorgehoben. Exemplarisch dafür stehen etwa das Duo Marius No.1 & Cora E. (Nur ein Teil der Kultur, 1994) sowie der Solo-Künstler D-Flame (Mehr als Musik, 2002), aber auch Gruppen wie Too Strong (Body Rock, 1999) oder RAG (RAG-Time, 2001).

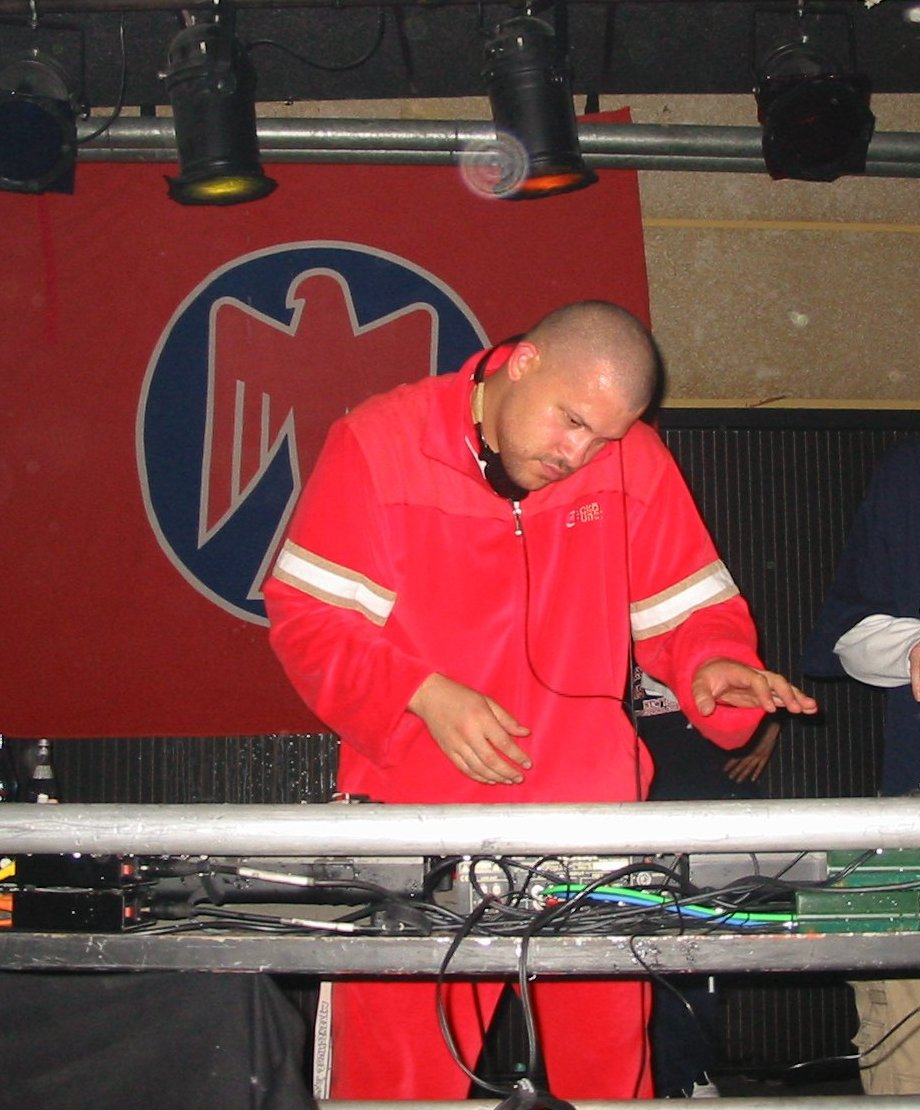
Torch

Als erste deutschsprachige Hip-Hop-Veröffentlichung gilt Rapper’s Deutsch von G.L.S.-United, eine im April 1980 erschienene Parodie des Hits Rapper’s Delight. Auch die Punkband Die Toten Hosen veröffentlichte bereits 1983 mit Hip Hop Bommi Bop eine der ersten deutschen Rap-Singles. Der in Zusammenarbeit mit Fab 5 Freddy entstandene Song ist eine Rap-Version ihres Liedes Eisgekühlter Bommerlunder und kann als eine der ersten Rock-Hip-Hop-Kooperationen der Welt bezeichnet werden. Nina Hagen rappt ebenfalls in ihrer 1983 erschienenen deutschsprachigen Single New York / N.Y. und auch in der englischen Version des Liedes mit dem Titel New York New York, das am 17. März 1984 Platz 9 der Billboard Hot Dance Club Songs Charts in den USA erreichte. Ebenfalls 1984 erreichte die Rodgauer Rockband Rodgau Monotones mit dem Titel Die Hesse komme, der Rap in hessischer Mundart sowie Scratching enthält, Platz 22 in den deutschen Singlecharts.
1989 erschien Ahmet Gündüz der Gruppe Fresh Familee als vermutlich erste der Hip-Hop-Kultur entstammende deutschsprachige Rap-Veröffentlichung auf einem Tonträger. Zu den ersten bundesweit bekannten Hip-Hop-Formationen in Westdeutschland gehörten Rock Da Most aus Berlin, Advanced Chemistry aus Heidelberg, We Wear The Crown Posse aus Frankfurt, TCA the Microphone Mafia aus Köln und Too Strong aus Dortmund. Auch in der DDR entstand – ebenfalls beeinflusst durch den Film Wild Style – in den späten 1980ern mit der Electric Beat Crew eine erste englischsprachige Hip-Hop-Crew.
Nachdem diese Welle Mitte der 1980er wieder abgeflaut war, begannen Mitglieder der Subkultur Gleichgesinnte zu suchen und veranstalteten Hip-Hop-Jams. Diese waren als Partys in Jugendzentren oder zu Hause organisiert, zu denen Hip-Hop-Interessierte aus der Region oder ganz Deutschland kamen und vor allem Sprayer, Breaker, DJs und Rapper anzog. Diese traten nach amerikanischem Vorbild im Wettbewerb gegeneinander auf und tauschten sich aus. Durch diese Veranstaltungen bildeten sich Netzwerke, die die Community vergrößerten.
Die ersten Rapper fingen zunächst an, in englischer Sprache und über amerikanische Beats zu rappen. In der deutschen Sprache zu texten galt bei ihnen als Tabu und „altmodisch“. Torch, Mitglied von Advanced Chemistry, begann ohne Wissen der restlichen Bandmitglieder auf einer dieser Jams Ende der 1980er Jahre in deutscher Sprache zu freestylen. Zuvor hatte die Band mit dem Publikum lediglich zwischen den Titeln auf Deutsch kommuniziert. Torchs Vorgehen fand beim Publikum Zustimmung, vermutlich da sie ihn verstanden und sich dadurch stärker angesprochen fühlten. Von da an rappte er immer häufiger auf Deutsch und sein Name wurde innerhalb der Szene bekannt. Allerdings dauerte es bis zum Jahr 1992, bis die Band Advanced Chemistry mit Fremd im eigenen Land erstmals einen Tonträger in deutscher Sprache veröffentlichte. Im selben Jahr entstand auch eine weitere Rock-Hip-Hop-Kooperation. So veröffentlichte die Punkband Die Goldenen Zitronen zusammen mit dem Rapper Eric IQ Gray und der Hip-Hop-Gruppe Easy Business die Maxi-Single 80 000 000 Hooligans, die eine Rap-Version ihres Liedes 80 Millionen Hooligans enthält.
Das zunehmende Interesse an der Musik in Deutschland spiegelt sich Ende der 1980er-Jahre schließlich in der Ausstrahlung von Sendungen wider, die sich thematisch und schwerpunktmäßig dem Hip Hop zuwandten. Ein frühes Beispiel hierfür ist etwa eine von Marius Walczak (DJ Marius No.1) moderierte zweistündige Radiosendung, die ab 1988 über den Norddeutschen Rundfunk (NDR) einmal im Monat empfangen werden konnte.

### Erste Charterfolge, 1990er Jahre

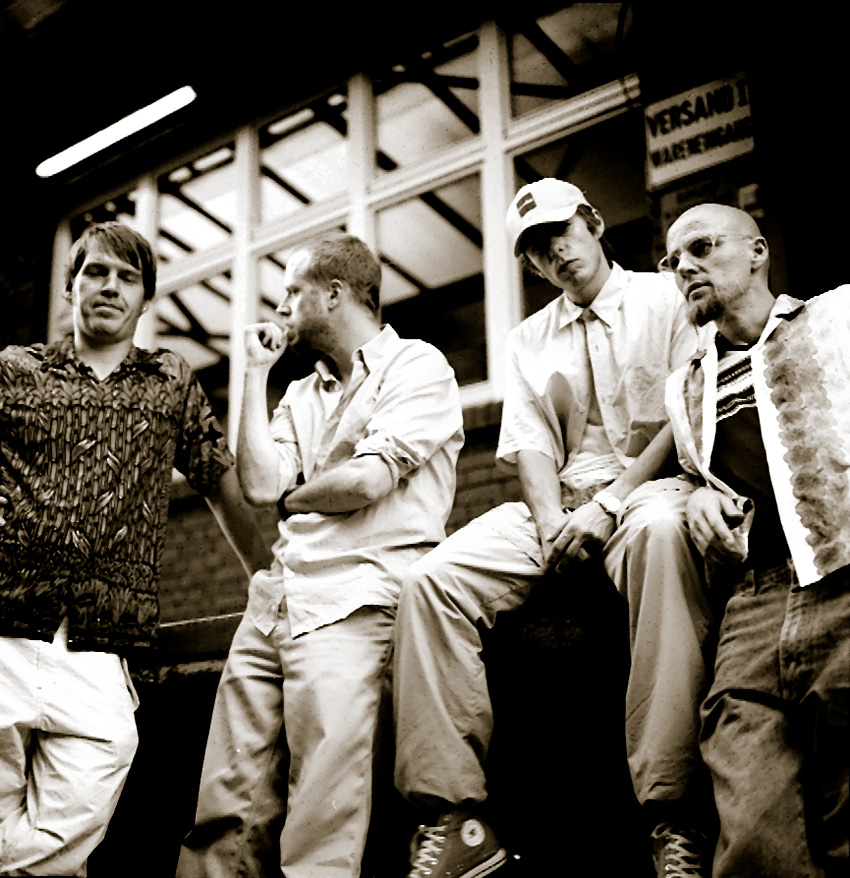
Die Fantastischen Vier

In den 1990er Jahren etablierte sich Rap in der populären Kultur und weitere Rapper tauchten aus dem Untergrund auf. So etwa die Band Die Fantastischen Vier, vier Stuttgarter, die mit Nonsenstexten und „Spaßrap“, aber auch mit niveauvollen philosophischen Texten in die Charts einstiegen und Deutschrap auch außerhalb der eigenen Reihen bekannt machten. 1991 veröffentlichten sie ihre erste LP Jetzt geht’s ab. Dadurch, dass niemand in der Szene vorher etwas von ihnen gehört hatte und sie auch nie zuvor auf einer Jam aufgetreten waren, wurden sie dort zunächst nicht ernst genommen. Doch dann belegten sie mit ihrer Single Die da!?! im Jahr 1992 Platz zwei der Charts. Dies sorgte für Aufruhr innerhalb der Hip-Hop-Community, da sie zum einen deutsche Texte hatten, die Spaß bringen sollten und zum anderen durch das Plattenlabel Sony/Columbia verlegt wurden und daher als Kommerz galten. Dies galt als Tabu, da es in den USA eine Keep it real is the deal-Haltung gegeben hatte, die sich gegen einen kommerziellen Ausverkauf wendete. Diese antikommerzielle Haltung wurde in Deutschland noch fortgeführt, obwohl sie in Amerika längst überholt war. Die Kölner Formation Legal(ly) Spread Dope (LSD) veröffentlichte 1991 das Album Watch Out For The Third Rail, das zwar noch englische Texte enthielt, aber in der Szene auf größere Akzeptanz stieß und deshalb als das erste reine Hip-Hop-Album aus Deutschland gilt. Ab 1993 lief das erste deutschsprachige Hip-Hop-Fernsehmagazin Freestyle beim damals neuen Musiksender VIVA.
Ebenfalls 1991 erschien mit Krauts with Attitude der erste deutsche Hip-Hop-Sampler als „Bestandsaufnahme“ des deutschen Hip-Hop und „einigermaßen repräsentativer Querschnitt durch die westdeutsche Hip Hop Szene“ der frühen 1990er Jahre.
Rap entwickelte sich im Untergrund weiter und spaltete sich in die Neue Schule und die Alte Schule. Die Alte Schule, die Mitbegründer und „Aufbauer“ von Rap in Deutschland, warf der Neuen Schule vor, sie zu übergehen und Hip-Hop nicht ernst zu nehmen. Die Alte Schule, die unter anderem aus den Gruppen Cora E., den Stieber Twins, TCA und Advanced Chemistry bestand, hatte eine deutlich politischere Haltung. So brachte 1992 das eigens dafür gegründete Label MZEE-Records mit Fremd im eigenen Land der Gruppe Advanced Chemistry die erste wirkliche Deutschrap-Veröffentlichung als Maxi-Single auf den Markt. Darauf wird der in Deutschland vorherrschende Rassismus und die Identitätsfindung der gesellschaftlich benachteiligten Migranten thematisiert. Die Absoluten Beginner brachten 1992 die an Slime angelegte Polizeischelte K.E.I.N.E heraus. Von TCA the Microphone Mafia wurde 1994 Hand in Hand, ein Song gegen Rassismus, veröffentlicht.
Dagegen galten die Protagonisten der Neuen Schule, zu der unter anderem Fettes Brot und Der Tobi und das Bo zählten, als Bands, die nur den Anspruch hatten, Spaß zu bringen. Sie rappten über scheinbar belanglose Dinge und hatten vorrangig Texte mit Wortwitz und Ironie. 1995 erschien Nordisch by Nature von Fettes Brot.

### Etablierung im Mainstream, 1995 bis 2000

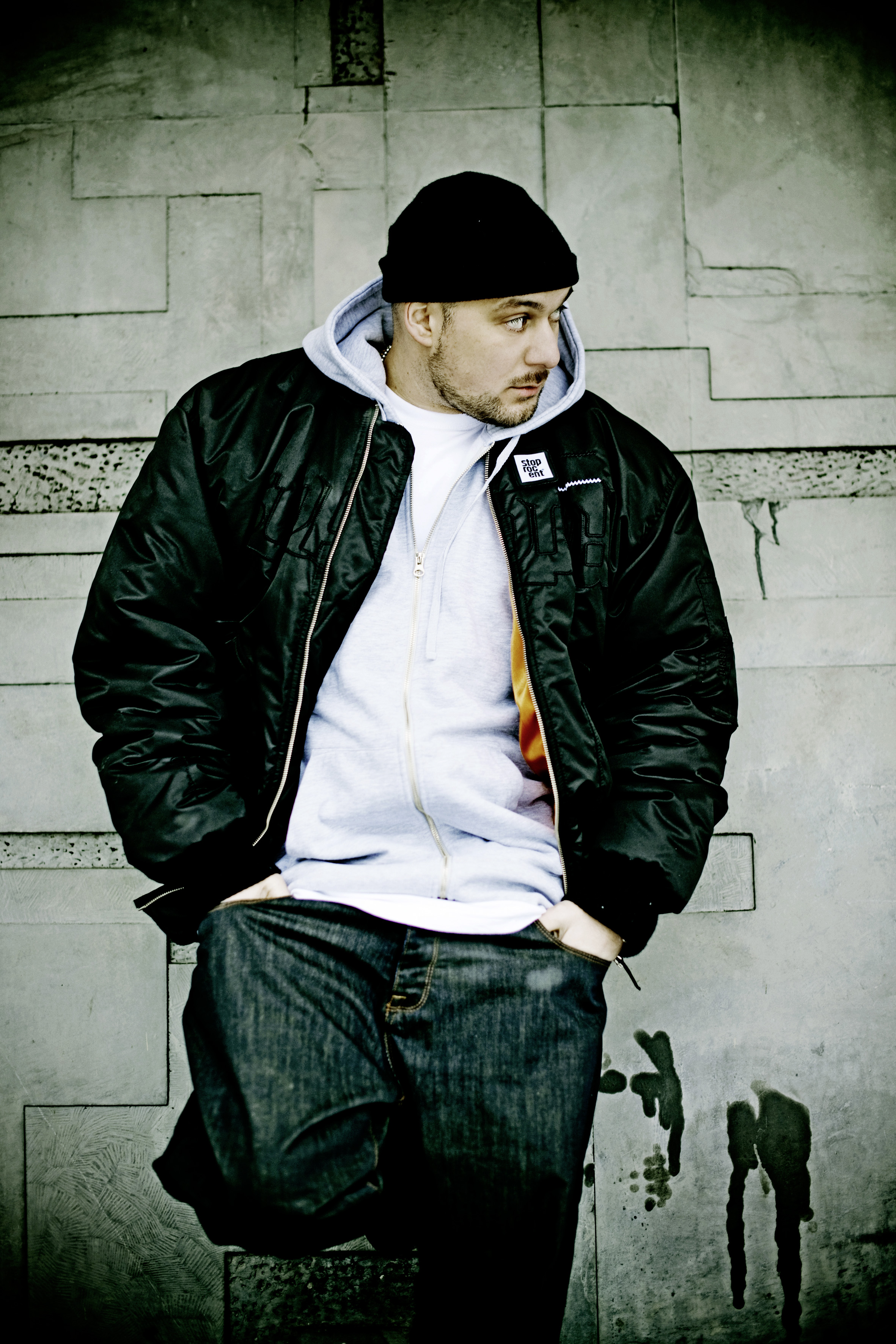
Kool Savas

In den Jahren von 1995 bis 2000 wuchs der deutschsprachige Rap beständig und war Bestandteil der nationalen Popszene. Es erschienen immer mehr Veröffentlichungen und der Markt wurde regelrecht überschwemmt. In Hamburg, München, Stuttgart, Heidelberg und Berlin sowie in Düsseldorf, Köln und im Ruhrgebiet etablierten sich eigenständige Hip-Hop-Zentren.
Es entwickelten sich unterschiedliche Substile, die sich sowohl von der Alten als auch von der Neuen Schule unterschieden. Die wichtigsten Veröffentlichungen dieser Zeit waren unter anderem von den Massiven Tönen Kopfnicker (1996), von den Stieber Twins Fenster zum Hof (MZEE, 1997), vom Freundeskreis Die Quadratur des Kreises (1997), von Blumentopf aus München Kein Zufall (1997), von den Absoluten Beginnern Bambule (1998) und Deluxe Soundsystem (2000) von Dynamite Deluxe. Diese Künstler unterschieden sich in ihren jeweiligen Stilistiken.

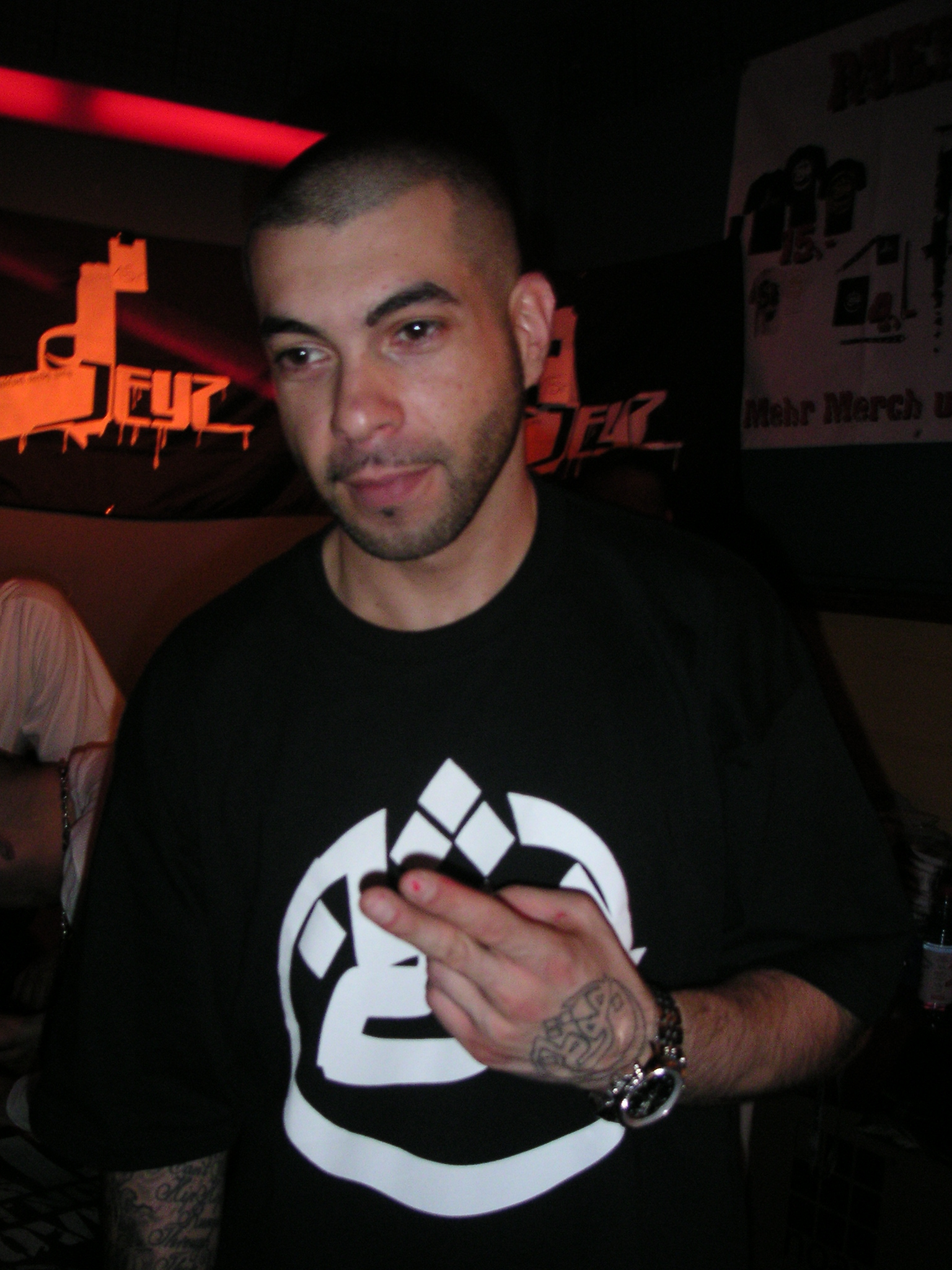
Azad

Es entwickelte sich der Battle-Rap, der eine Fortsetzung des Battlefreestylens war, das schon früh auf Jams praktiziert wurde. Dort standen sich Crews oder Solokünstler gegenüber und warfen den anderen sich reimende Vierzeiler an den Kopf, die diese durch Spott und Wortwitz schlecht machen (Dissen) und sich selbst aufwerten sollten. Das Publikum entschied dann, wer der Bessere war. Auf aufgenommenen Diss-Tracks und Alben setzten die Künstler das fort und versuchten so, einen „Gegner“ nicht mehr nur zu übertrumpfen, sondern durch Worte zu verletzen. Es wurden vor allem Metaphern und Vergleiche benutzt und Schimpfwörter und widerlichste, vulgärste und obszönste Ekelausdrücke verwandt. Vorrangig in Berlin war diese Art anfangs mit Gruppen wie Westberlin Maskulin und M.O.R. verbunden. Vor allem Kool Savas, der beiden Formationen angehörte, sorgte in der Folgezeit für die Popularisierung des Battle-Raps. Seine indizierte Single LMS/Schwule Rapper gilt dabei als wegweisend. Er selbst verstand sich als eine Art „Gegenpol“ zur Hamburger Szene sowie deren Protagonisten Fettes Brot und Deichkind, gegen die er in seinen Liedern oft Stellung nahm.
Mitte der 90er Jahre gab es einige Kooperationen von deutschen mit amerikanischen Künstlern, wie LL Cool J, Coolio, Grandmaster Flash, Public Enemy, KRS One und Wu-Tang Clan, die DJ Tomekk nach Deutschland holte. Mit eingängigeren Sounds, den bis dahin aufwendigsten Hip-Hop-Videos in Deutschland, großen Finanzierungen durch Major-Labels und Industrie und mit Vermarktungsstrategien für ein breiteres Publikum sorgte er für Charterfolge deutscher Hip-Hop-Künstler im deutschsprachigen Raum. Viele deutsche Künstler arbeiteten mit DJ Tomekk zusammen, um erfolgreicher zu werden. Das sorgte oft im Nachhinein für Kontroversen zum Beispiel Ende der 90er zwischen Sido und Die Sekte.
Eine andere Ausdrucksweise war der aus den USA stammende Conscious Rap, in dem auf politische und soziale Missstände aufmerksam gemacht wird. Eine wichtige Gruppe in diesem Feld ist Anarchist Academy. In der Folgezeit nahmen Rapper und Konsumenten zu, die Szene entwickelte sich dennoch nicht weiter. Um die Jahrtausendwende endete der Rummel allmählich und die Anzahl der Neuveröffentlichungen sank deutlich. So konstatierte die JUICE in der Rezension zum Album Blauer Samt von Torch, dass sich der Hip-Hop „in den letzten Jahren auf ein derart niedriges Level begeben [hat], dass es geradezu sensationell ist, ein Album wie dieses zu hören.“

### Etablierung von Battle- und Gangsta-Rap, 2000 bis Gegenwart

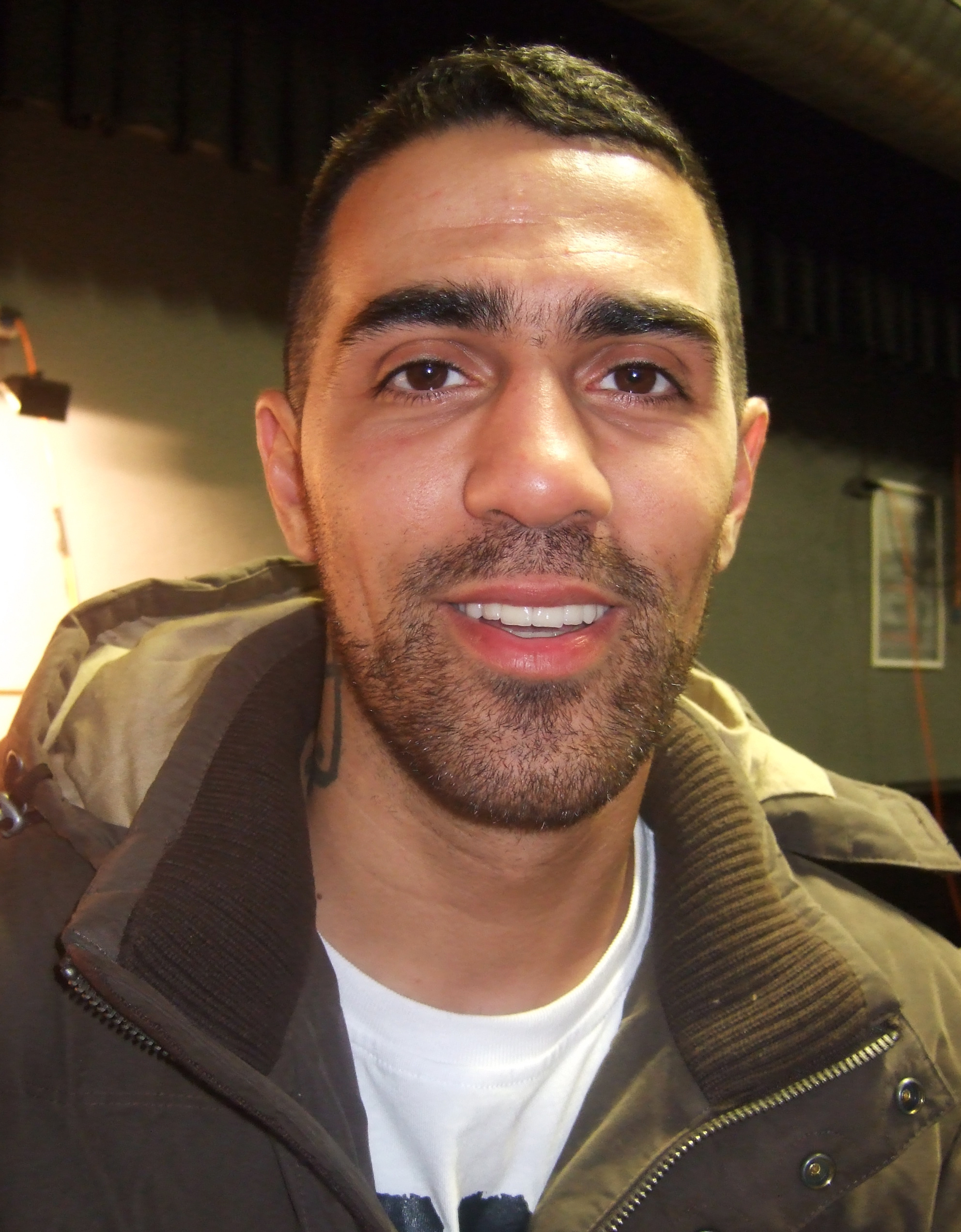
Bushido

Zu Beginn des neuen Jahrtausends wurde der Battle-Rap zunehmend erfolgreicher, obwohl sein Wegbereiter Kool Savas beginnend mit seinem Debütalbum Der beste Tag meines Lebens moderatere Texte präsentierte, was ihm vereinzelt Kritik entgegenbrachte. Ab 2001 machte das Berliner Label Aggro Berlin mit Gangsta-Rap auf sich aufmerksam, der in Deutschland zuvor weitestgehend gemieden worden war. Mit seiner typischen Aggressivität und Derbheit verhielt er sich fast antipodisch zum Stil der Hamburger Szene. Zu den Künstlern, die auf Aggro Berlin veröffentlichten, zählten unter anderem Sido, Bushido und Fler, die sich dauerhaft in den Charts etablierten. Das Album Vom Bordstein bis zur Skyline von Bushido, das 2003 erschien, gilt mittlerweile als eines der einflussreichsten Alben des deutschsprachigen Gangsta-Raps.

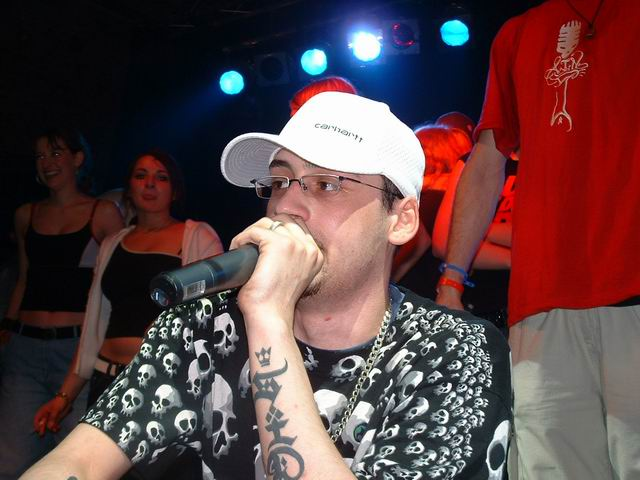
Sido

Ebenso verbreitete sich der Beef, wie im Hip-Hop-Jargon öffentlich ausgetragene Rivalitäten zwischen Rappern bezeichnet werden, ähnlich wie zuvor in den USA. Der erste bekanntere musikalische Schlagabtausch fand 2001 zwischen Azad und Samy Deluxe statt. Öffentlichkeitswirksam wurde der Konflikt zwischen Kool Savas und dem von ihm ursprünglich geförderten Kölner Rapper Eko Fresh. Letzterer stand bei dessen Plattenfirma Optik Records unter Vertrag, ehe sich beide aufgrund künstlerischer Differenzen trennten. Ende 2004 machte Eko Fresh in seinem Lied Die Abrechnung seinem ehemaligen Mentor und dessen musikalischen Umfeld zum Teil schwere Vorwürfe, woraufhin dieser mit Das Urteil konterte. Die Abrechnung zog auch noch andere bemerkenswerte Disstracks nach sich, u. a. mit Fler. Auch zwischen Bushido und Bass Sultan Hengzt gab es dann einen musikalischen Schlagabtausch solcher Art. Ähnlich lieferten sich Sido und Bushido nach ihrer gemeinsamen Zeit bei Aggro Berlin gegenseitig verbale Angriffe in Raptexten. Seit dieser Zeit nahmen diese öffentlichen Streitigkeiten zwischen Rappern immer mehr zu; auch weil die Anzahl an bekannteren Rappern und an Deutschrap-Fans stetig anstieg und die Konflikte mehr mediale Aufmerksamkeit brachten.

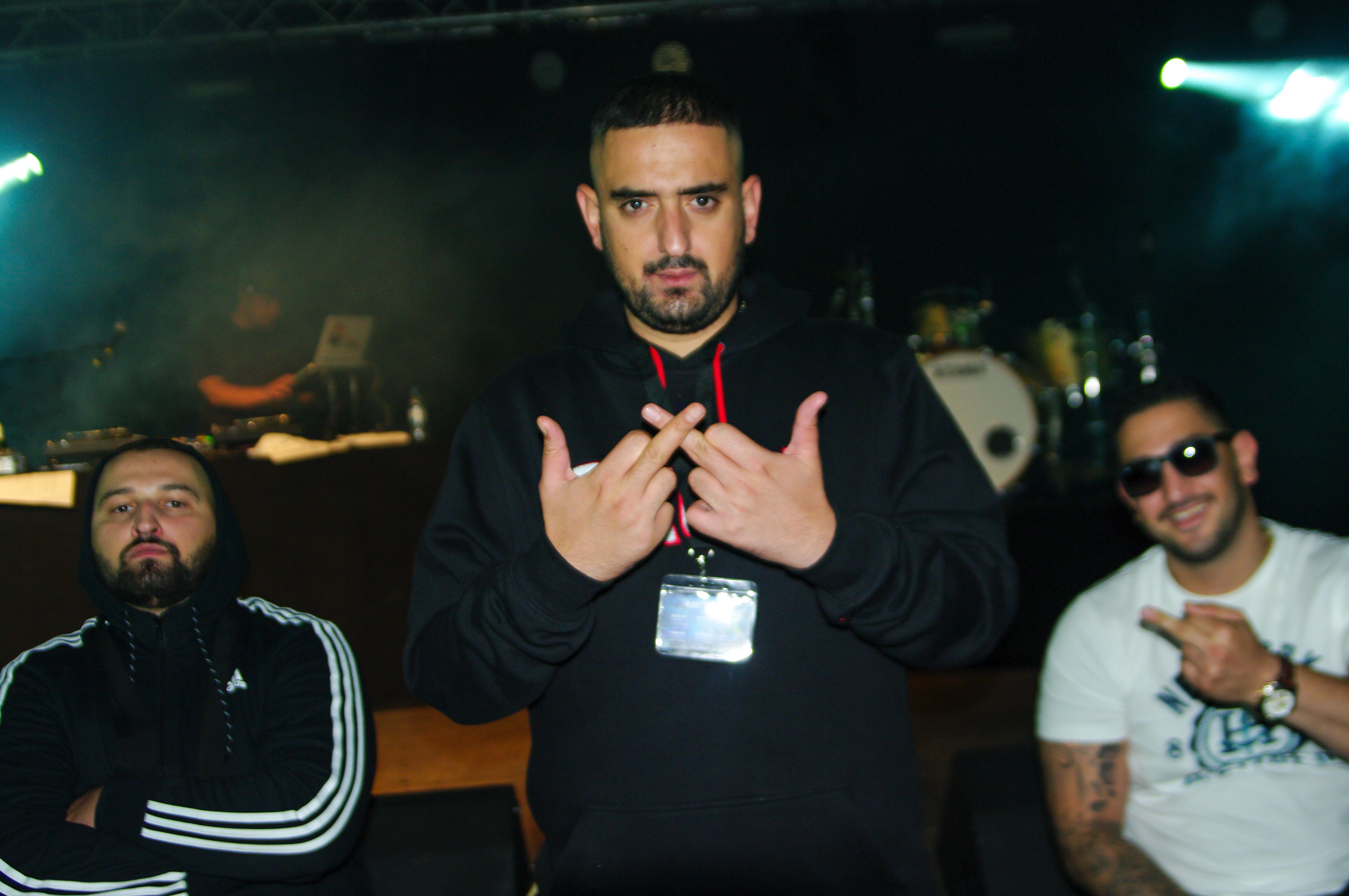
Haftbefehl

In der Folgezeit erreichten generell in Deutschland lebende Immigranten Einfluss auf die deutsche Hip-Hop-Szene, die Themen wie Arbeitslosigkeit, Chancenlosigkeit der Jugend, Rassismus, aber auch Straßen- und Drogenkriminalität artikulieren. Dieser starke Einfluss von Migranten auf den deutschsprachigen Hip-Hop führte zu einem Einfließen vieler z. B. arabischer, türkischer oder slawischer Wörter in die deutsche Jugendsprache. In diesem Zusammenhang ist insbesondere der Frankfurter/Offenbacher Rapper Haftbefehl zu nennen. Die sozialen Brennpunkte, die häufig in den Texten thematisiert werden, werden dabei öfter als „Ghettos“ bezeichnet. Kritisiert werden die teilweise sexistischen, homophoben, gewaltverharmlosenden oder antisemitischen Texte. So entzündete sich etwa im Jahr 2007 eine öffentliche Diskussion, ob Bushido zu einem Festival gegen Gewalt zwischen Jugendlichen eingeladen werden dürfe.

### Deutscher Rap im Zeitalter des Internets

Farid Bang (links) und Kollegah (rechts), dessen Anfänge in der Reimliga Battle Arena liegen

Mit der flächendeckenden Verbreitung des Internets und dem Aufkommen von Smartphones hat sich auch die deutsche Rap-Szene gewandelt. Während früher Informationen über Releases oder auch Beef zwischen Rappern vorwiegend aus gedruckten Magazinen wie der Juice bezogen wurden, fand Stand 2017 die direkte Kommunikation zwischen Rapper und Fan über soziale Netzwerke wie Facebook und Videoportale wie YouTube statt. Auch Beef wird bisweilen öffentlich über die sozialen Netzwerke ausgetragen.
Das Internet brachte auch einige neue Formate mit sich. Die Idee, Battle-Rap nicht mehr nur zwischen zwei sich im realen Leben gegenüberstehenden Personen auszutragen, kam mit der Reimliga Battle Arena, auch bekannt als RBA, auf. Hier werden die Audio-Dateien der Battlerunden auf der Website der RBA hochgeladen und anschließend von einer Jury bewertet. In der RBA wurden bisher über 70.000 Battles ausgetragen, Künstler wie Kollegah, Sun Diego oder Cro unternahmen hier ihre ersten Schritte. Die RBA war lange Zeit das bedeutendste deutsche Format für Internet-Battles, bis es durch vorwiegend auf YouTube abgehaltene Video-Battles verdrängt wurde. Das erste große Turnier dieser Art war das von rappers.in veranstaltete Videobattleturnier (VBT). Im VBT wurde nach dem K.-o.-System aus teilweise über 1000 Teilnehmern ein Sieger ermittelt. Viele Rapper aus dem VBT wie Lance Butters, Battleboi Basti oder EstA konnten sich nach ihrer Teilnahme auch in den offiziellen Charts platzieren, Rapper Weekend gelang sogar Platz eins der Albumcharts.
Viele Rapper aus dem VBT wandten sich vom Turnier ab, weil die Produktion der zahlreichen Battle-Runden aufwendig war und mit den Runden kein Geld verdient werden konnte. Diese Marktlücke konnte der YouTube-Blogger Julien Sewering für sich nutzen, indem er ein eigenes Turnier, das Juliensblogbattle, eröffnete. Beim Juliensblogbattle erhalten Rapper eine Beteiligung an den Werbeeinnahmen ihrer Runden. Weiterhin können mittlerweile alle Runden kostenpflichtig heruntergeladen werden, wobei die Download-Zahlen über das Weiterkommen des Rappers mitentschieden. Die meisten Battle-Runden erreichen siebenstellige Aufrufzahlen, Spitzenreiter ist eine Finalrunde aus 2014 mit aktuell über 20 Millionen Aufrufen. Aus dem JBB gingen unter anderem die später auch kommerziell erfolgreichen Rapper SpongeBOZZ und Laskah hervor. Zudem feierten einige Rapper später kommerzielle Erfolge, die dadurch Bekanntheit erlangt hatten, dass sie sowohl am VBT als auch am JBB teilnahmen, wie beispielsweise Gio, EnteTainment, Punch Arogunz und 4tune.
Parallel zum Erfolg der rein online stattfindenden Videobattles wurden Stand 2015 auch zunehmend Live-Battles aufgezeichnet und auf YouTube hochgeladen. Das Format mit der größten Reichweite ist hierbei das von Ben Salomo veranstaltete Rap am Mittwoch. Durch Rap am Mittwoch bekannt gewordene Rapper sind zum Beispiel Takt32, Capital Bra und Karate Andi.
Ein von der Internetsprache des Hashtags beeinflusster, in den 2010er-Jahren etablierter Stil, bei dem statt Vergleichen Aufzählungen verwendet werden, nennt sich Hashtag-Flow oder Hashtag-Rap.

### Aufstieg an die Chartspitze
| Jahr                              | Platz 1     | Platz 2       | Platz 3      |
| --------------------------------- | ----------- | ------------- | ------------ |
| 2016                              | Drake       | Justin Bieber | Major Lazer  |
| 2017                              | Ed Sheeran  | RAF Camora    | Bonez MC     |
| 2018                              | RAF Camora  | Capital Bra   | Bonez MC     |
| 2019                              | Capital Bra | Samra         | RAF Camora   |
| 2020                              | Capital Bra | Apache 207    | Samra        |
| 2021                              | Bonez MC    | Luciano       | Capital Bra  |
| 2022                              | Luciano     | RAF Camora    | Bonez MC     |
| 2023                              | Apache 207  | Bonez MC      | Taylor Swift |
| Kursiv = Kein Deutschrap-Künstler |             |               |              |

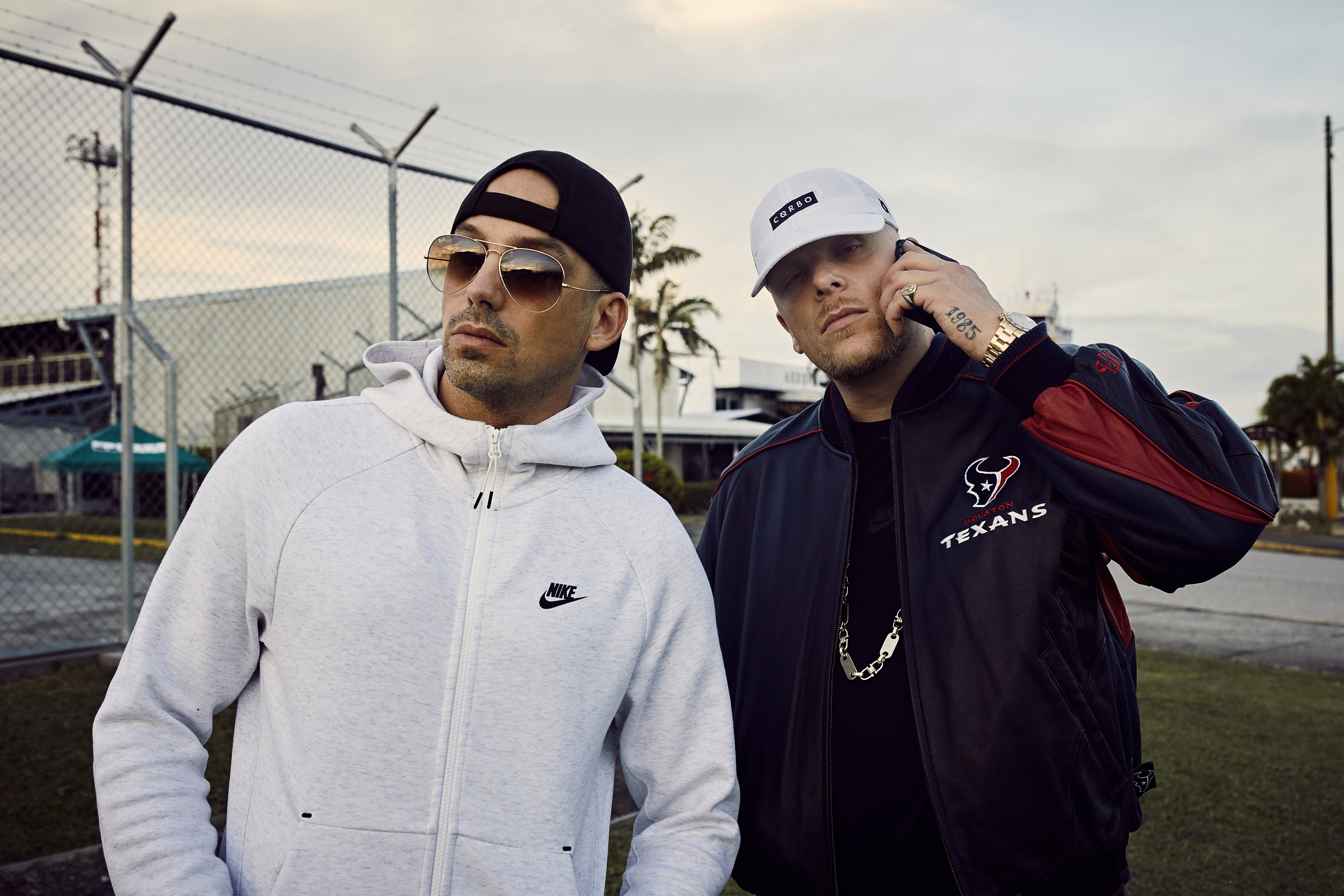
RAF Camora und Bonez MC gelten als Mitinitiatoren des Dancehall im Deutschrap.

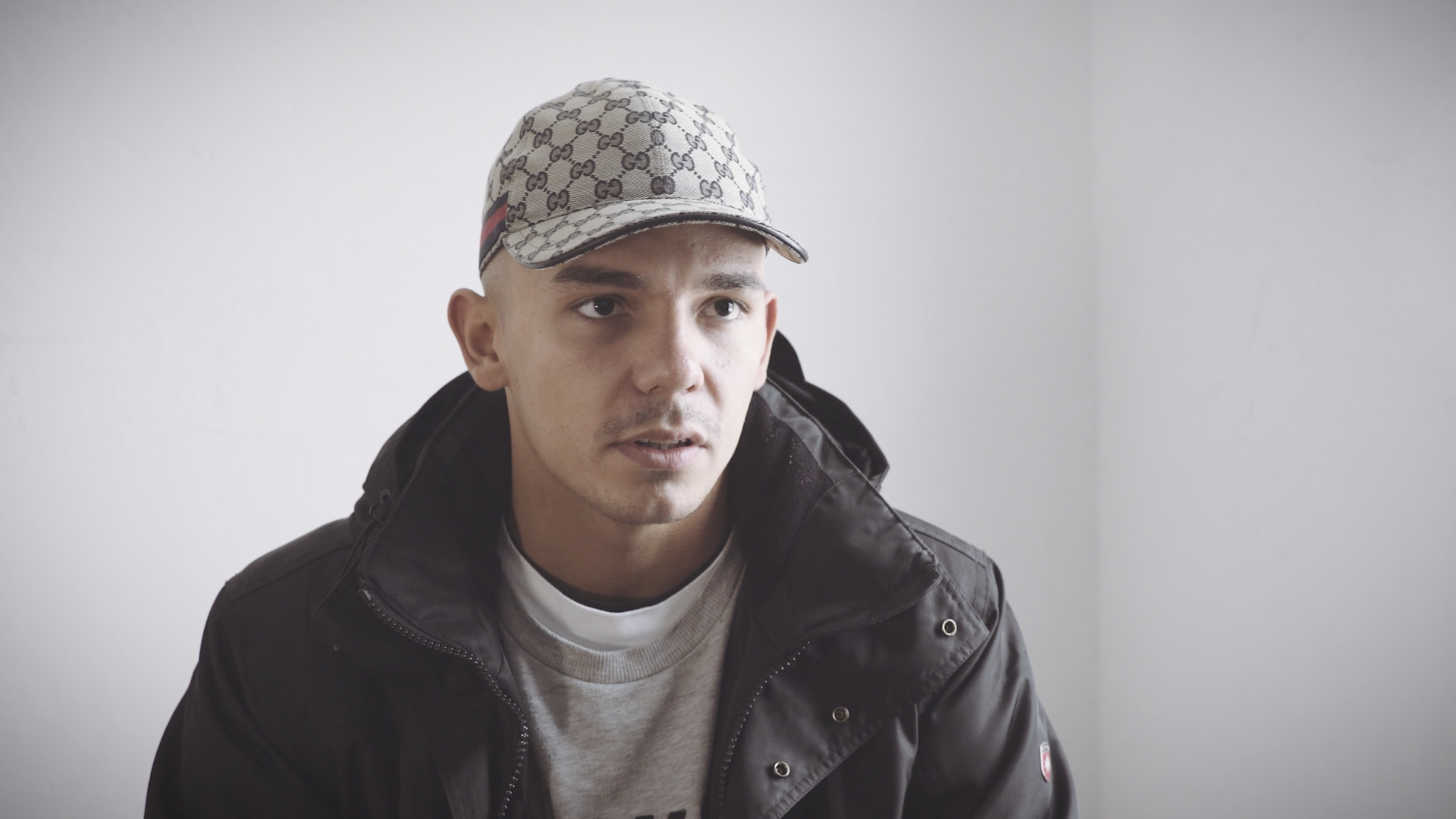
Capital Bra, der Interpret mit den meisten Nummer-eins-Erfolgen in der deutschen und österreichischen Chartgeschichte.

Ab 2016 etablierten sich auch im deutschen Hip-Hop die aus Jamaika bzw. Frankreich stammenden Genres Dancehall und Afrotrap. Der österreichische Rapper RAF Camora und das 187-Strassenbande-Mitglied Bonez MC brachten Mitte des Jahres das Album Palmen aus Plastik heraus, das deutschsprachigen Dancehall einem breiten Publikum bekannt machte und sich unter anderem durch die Diamant-Singles Palmen aus Plastik und Ohne mein Team großer Beliebtheit erfreute und Platinstatus in Deutschland erreichte. Als Inspiration nennen sie unter anderem den französischen Rapper MHD, der Afrotrap im französischen Hip-Hop bereits einem großen Publikum bekannt machte. Auf der Streaming-Plattform Spotify entwickelte sich Bonez MC in Deutschland daraufhin zum meistgestreamten deutschsprachigen und zum insgesamt viert-meistgestreamten Künstler des Jahres. Weitere erfolgreiche Dancehall-Künstler in Deutschland in dieser Zeit waren Miami Yacine und die KMN Gang, sowie Trettmann.
Mit dem Song Was du Liebe nennst des Rappers Bausa wurde Deutschrap Ende 2017 endgültig an die Spitze der Charts getrieben. Der Song hielt sich neun Wochen an der ersten Position und ist mit über 1,4 Millionen Verkäufen der bisher erfolgreichste Deutschrapsong in Deutschland. Produziert wurde das Lied von dem Duo The Cratez, das sich in den nächsten Jahren mit zahlreichen Gold- und Platin-Auszeichnungen hoch in der Liste der erfolgreichsten Musiker in Deutschland platzieren konnte.
Nachdem 2017 drei Deutschrap-Songs die erste Position der Charts erreichten, explodierte die Zahl 2018 auf 15. Auf acht dieser Tracks vertreten, zeigte sich Capital Bra dafür maßgeblich mitverantwortlich und wurde in Deutschland zum meistgestreamten Künstler des Jahres überhaupt. Auf der Plattform Spotify erreichte er hinter RAF Camora den zweiten Platz. Die Rapper Kollegah und Farid Bang entfachten 2018 eine Debatte über Kunstfreiheit, nachdem ihr als kontrovers angesehenes Album Jung, brutal, gutaussehend 3 einen Echo gewann. Das resultierende Medienecho sorgte letztendlich zur Abschaffung des Preises.
Auch 2019 konnte sich der Trend fortsetzen und die Anzahl der Deutschrap-Songs, die 2019 Platz eins der Charts erreichten, erhöhte sich abermals auf 22, wenngleich viele Songs nur kurz an der Spitze standen. Capital Bra führte gemeinsam mit seinem Weggefährten Samra die Liste an, unterstützt durch Produktionen von den Hip-Hop-Veteranen Beatzarre und Djorkaeff. Mit Shirin David, Juju, Loredana und Hava fanden sich erstmals auch weibliche Künstlerinnen unter den Nummer-eins-Interpreten.

## Alben mit Gold- oder Platinstatus in Deutschland (Auswahl)
- 1992: Die Fantastischen Vier – 4 gewinnt
- 1994: Rödelheim Hartreim Projekt – Direkt aus Rödelheim
- 1995: Die Fantastischen Vier – Lauschgift
- 1996: Tic Tac Toe – Tic Tac Toe
- 1997: Sabrina Setlur – Die neue S-Klasse
- 1997: Tic Tac Toe – Klappe die 2te
- 1997: Nana – Nana
- 1997: Freundeskreis – Quadratur des Kreises
- 1998: Absolute Beginner – Bambule
- 1999: Freundeskreis – Esperanto
- 2001: Samy Deluxe – Samy Deluxe
- 2003: Seeed – Music Monks
- 2004: Sido – Maske
- 2004: Aggro Berlin – Aggro Ansage Nr. 4
- 2004: Bushido – Electro Ghetto
- 2005: Fettes Brot – Am Wasser gebaut
- 2005: Kool Savas und Azad – One
- 2005: Bushido – Staatsfeind Nr. 1
- 2006: Jan Delay – Mercedes-Dance
- 2006: ersguterjunge – Vendetta
- 2007: Culcha Candela – Culcha Candela
- 2007: Bushido – 7
- 2008: Peter Fox – Stadtaffe
- 2010: Die Atzen – Atzen Musik Vol. 2
- 2010: Marteria – Zum Glück in die Zukunft
- 2011: Casper – XOXO
- 2011: 23 – 23
- 2011: Kool Savas – Aura
- 2011: Samy Deluxe – SchwarzWeiss
- 2011: K.I.Z – Urlaub fürs Gehirn
- 2012: Kraftklub – Mit K
- 2012: Deichkind – Befehl von ganz unten
- 2012: Cro – Raop
- 2012: Max Herre – Hallo Welt!
- 2012: Xavas – Gespaltene Persönlichkeit
- 2013: Kollegah und Farid Bang – Jung, brutal, gutaussehend 2
- 2013: Prinz Pi – Kompass ohne Norden
- 2013: Genetikk – D.N.A.
- 2013: Alligatoah – Triebwerke
- 2013: Kay One – Rich Kidz
- 2013: Max Herre – MTV Unplugged Kahedi Radio Show
- 2014: Farid Bang – Killa
- 2014: Haftbefehl – Russisch Roulette
- 2014: Kollegah – King
- 2014: Shindy – Fuck Bitches Get Money
- 2014: Trailerpark – Crackstreet Boys 3
- 2015: KC Rebell – Fata Morgana
- 2016: Kontra K – Aus dem Schatten ins Licht
- 2015: MoTrip – Mama
- 2015: K.I.Z – Hurra die Welt geht unter
- 2015: Bushido und Shindy – Classic
- 2016: SSIO – 0,9
- 2016: Kontra K – Labyrinth
- 2016: Gzuz und Bonez MC – High & hungrig 2
- 2016: Bonez MC und RAF Camora – Palmen aus Plastik
- 2017: 187 Strassenbande – Sampler 4
- 2017: RAF Camora – Anthrazit
- 2017: Trettmann – #DIY
- 2017: Kool Savas und Sido – Royal Bunker
- 2017: Kollegah und Farid Bang – Jung, brutal, gutaussehend 3
- 2018: Luciano – L.O.C.O.
- 2018: Gzuz – Wolke 7
- 2018: Capital Bra – Berlin lebt
- 2018: Bonez MC und RAF Camora – Palmen aus Plastik 2
- 2018: Bushido – Mythos
- 2019: Sido – Ich und keine Maske
- 2019: Capital Bra und Samra – Berlin lebt 2
- 2019: Apache 207 – Platte
- 2019: RAF Camora – Zenit
- 2020: Bonez MC – Hollywood
- 2020: Apache 207 – Treppenhaus
- 2021: Shirin David – Bitches brauchen Rap
- 2022: Luciano – Majestic

## Film
- Lost In Music – HipHop Hooray. Deutschland, 1993. Dokumentation für ZDF.
- Fette Beats und schnelle Reime – HipHop made in Germany. (Heavy Beat and Ready Rhyme). Ein Film von Sabine Pollmeier und Joachim Haupt. Deutschland, 1999. Eine Produktion von Parnass Film für DW tv.
- HipHop de Luxe – vom Underground in die Charts. Ein Film von Sabine Pollmeier und Joachim Haupt. Deutschland, 2000. Eine Produktion von Parnass Film für ARTE / NDR.
- Wenn der Vorhang fällt. Ein Film von Michael Münch. Deutschland, 2017.
- Dichtung und Wahrheit. Vierteilige Dokuserie von Mariska Lief und Wero Jägersberg im Auftrag des Hessischen Rundfunks, 2021[53][54]
- We Wear the Crown – 40 Jahre Rap aus Deutschland. Siebenteilige Webserie von René Kästner im Auftrag von Arte, 2021.[55][56]
- Hiphop – Made in Germany. Vierteilige Doku-Reihe.[57]